# Zespół przyrodniczo-krajobrazowy „Szopienice-Borki”
Zespół przyrodniczo-krajobrazowy „Szopienice-Borki” – założony w roku 2000 zespół przyrodniczo-krajobrazowy (UTM CA66/67), położony w północno-wschodniej części Katowic. Zespół obejmuje ok. 157 z obszaru ok. 200 ha stawów i ich otoczenia, usytuowanych w dolnych odcinkach dolin rzecznych Brynicy i Rawy, mieszczących się w granicach administracyjnych Katowic, Sosnowca i Mysłowic. Nazwa zespołu pochodzi od Szopienic i Borków, historycznych części Katowic.
Stawy całego kompleksu powstały w miejscu dawnych wyrobisk piasku, który wydobywano (bagrowano) na potrzeby górnictwa oraz jako wynik deformacji powierzchni w wyniku podziemnej eksploatacji górniczej (w rejonie tym prowadzono eksploatację do początku II połowy XX w.). W skład zespołu wchodzą stawy Morawa, Borki i Hubertus, Stawiki. Woda w stawach posiada pierwszą klasę czystości.

## Borki
Jeden z mniejszych ze stawów kompleksu z taflą wody o wielkości 700 x 100 m o powierzchni 9 ha. Jeden z mniej zagospodarowanych. Na obu stronach południowej i północnej istnieją dzikie plaże.

## Morawa

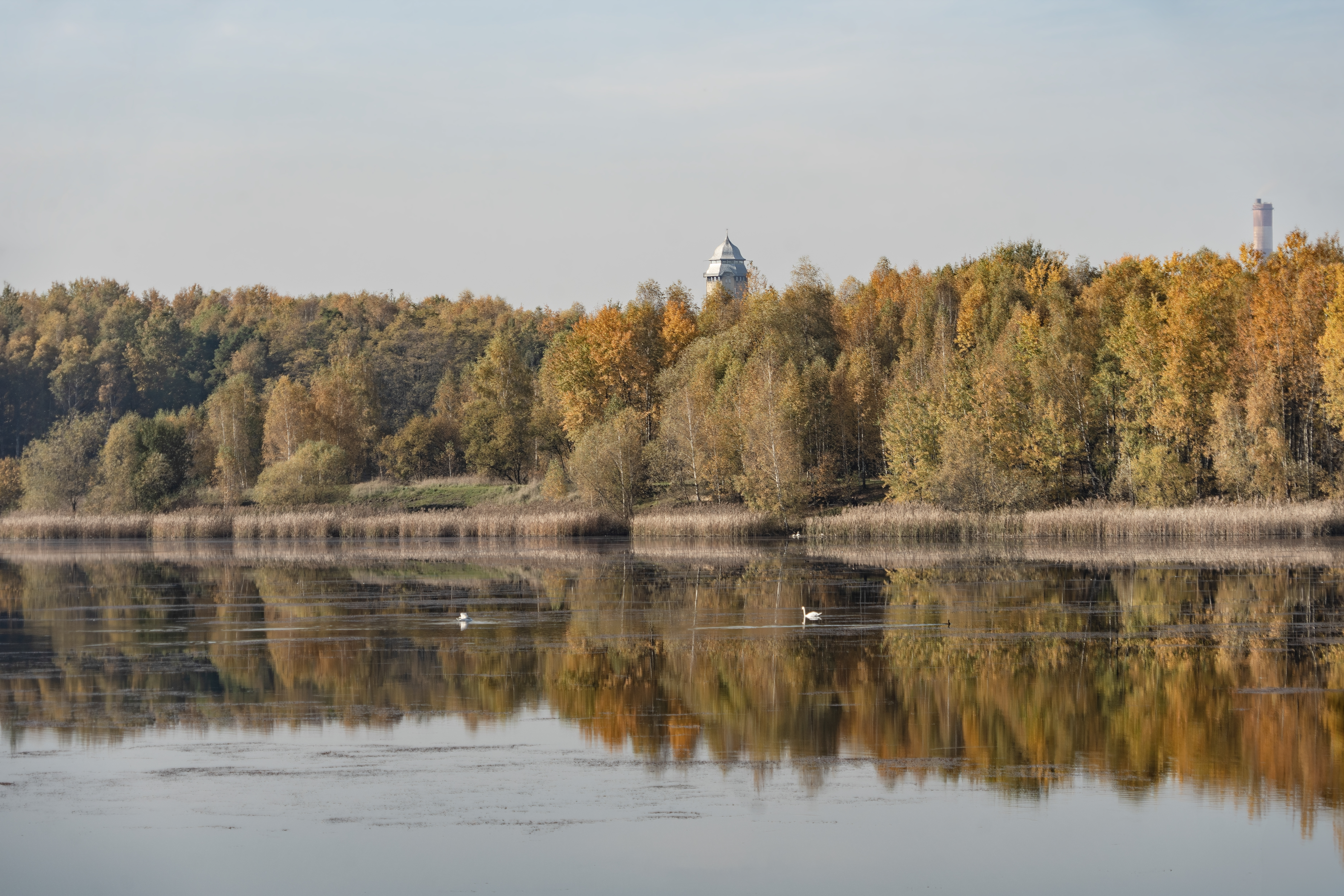
Staw Morawa

Największym ze stawów (ok. 35 ha) i jednocześnie najmłodszym (powstał w latach 60. XX w. po zaprzestaniu odwadniania wyrobiska piasku) jest staw oznaczany na mapach jako staw Morawa. Autochtoniczni mieszkańcy Szopienic dla tego obszaru, a potem stawu używali wyłącznie nazwy Bagier (od bagrowania), zaś mieszkańcy Sosnowca (dokąd sięga dzisiejsza północna krawędź stawu) używali najczęściej nazwy Bagry. W południowo-wschodniej części stawu istnieje infrastruktura rekreacyjna składająca się z uregulowanej plaży, siłowni plenerowej oraz przystani dla łódek należących do 10 Harcerskiej Drużyny Żeglarskiej imienia Mariusza Zaruskiego.

## Stawy Hubertus

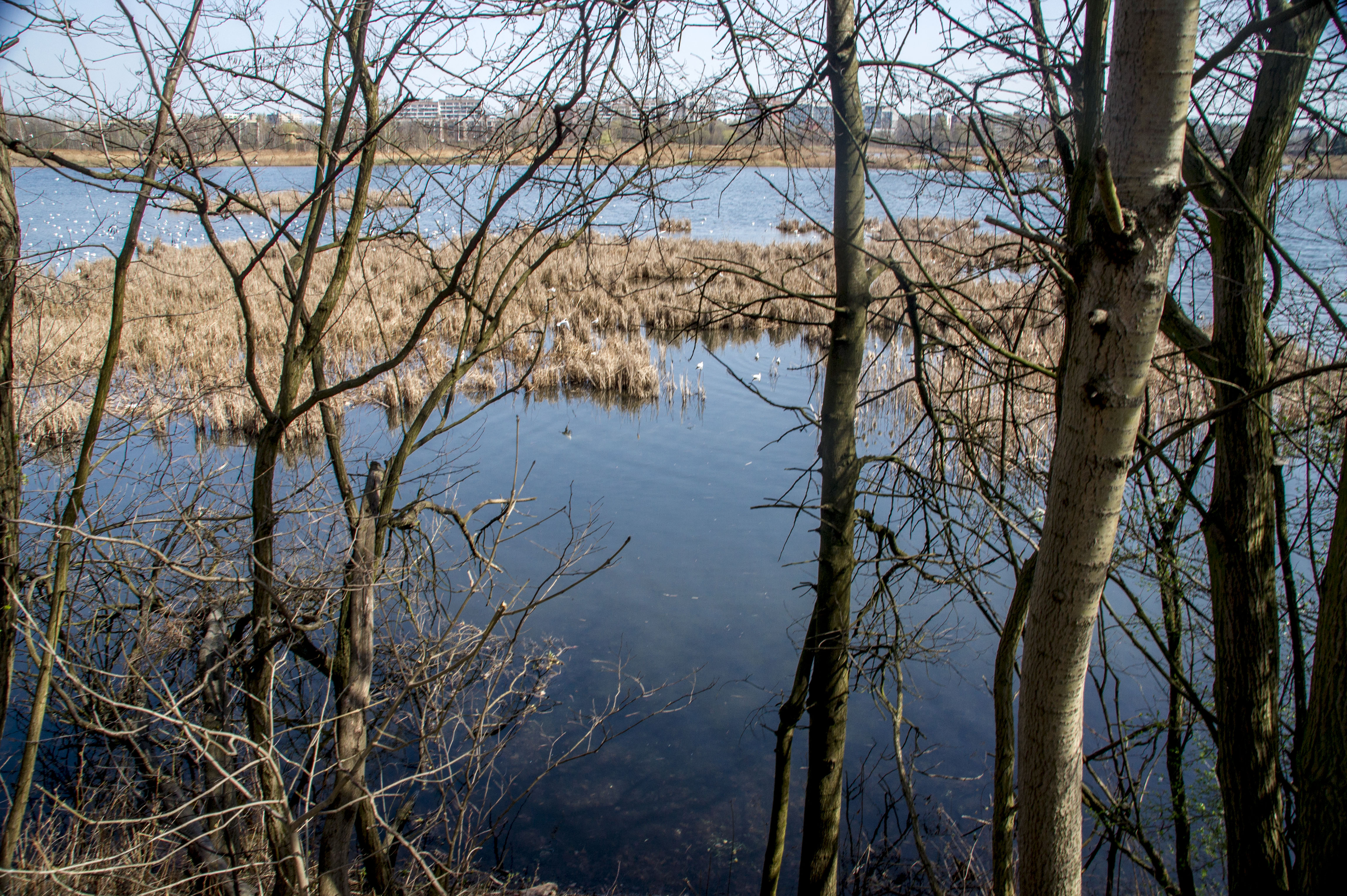
Staw Hubertus 2 - lęgowisko ptaków

Hubertus to w zasadzie grupa stawów: duży staw, na północ od Rawy po wschodniej stronie linii kolejowej, podzielony groblami na 3 części, gdzie I i II zajmują 13 ha, a III – 21 ha, oraz mniejszy, na południe od Rawy, leżący już w granicach Mysłowic Hubertus IV o powierzchni 7 ha. Stąd częściej używana nazwa Hubertusy. Przez mieszkańców Szopienic nazwa Hubertus rezerwowana była do stawu mniejszego, zaś dla większego (lub jego części) używane były (często zamiennie) nazwy Ewald i Gliniok. Ewald został przypomniany w powieści Kazimierza Kutza „Piąta strona świata”, której akcja rozgrywa się głównie w Szopienicach. 
Stawy te w większości nie są zagospodarowane i służą głównie jako łowiska wędkarskie. Jedynie Hubertus III w części leżącej po stronie Mysłowic posiada zagospodarowaną plażę miejską oraz dwupunktowy wyciąg wakeboardingu.
Stawy znajdują się też częściowo w granicach administracyjnych Mysłowic.

## Fauna i flora

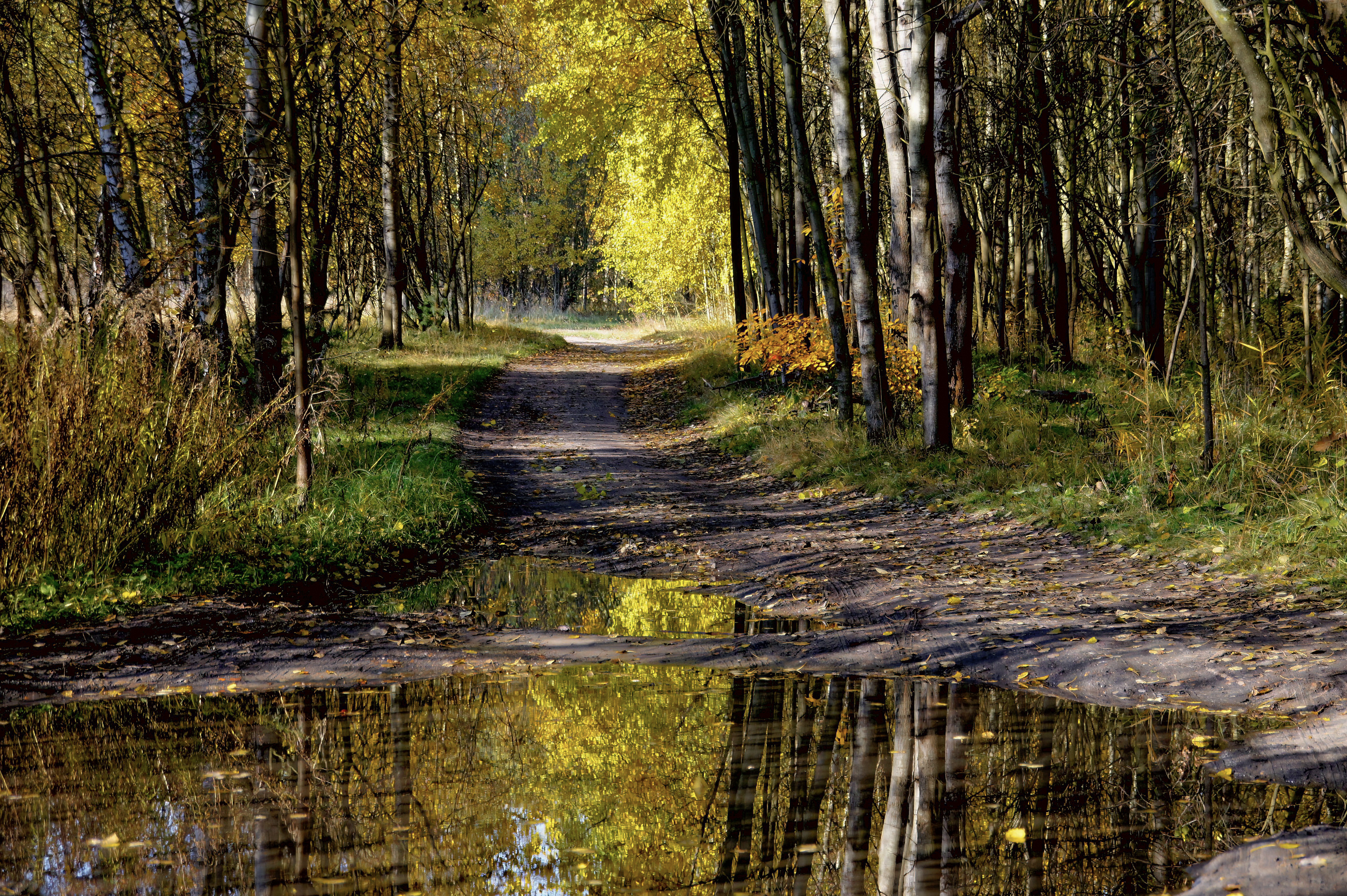
Przyroda w okolicy stawu Morawa

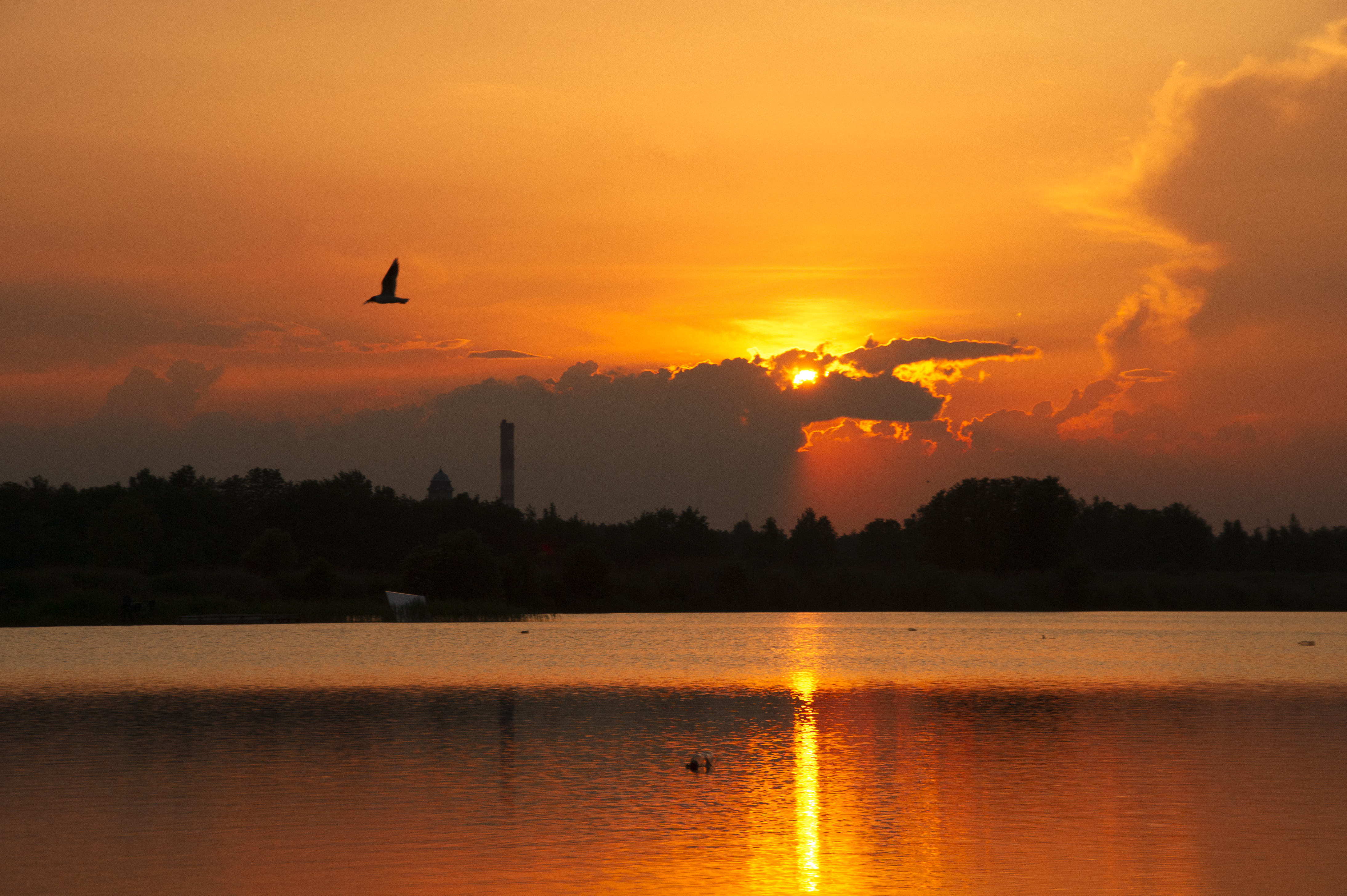
Zachód słońca od strony Mysłowic

Zespół przyrodniczo-krajobrazowy Szopienice-Borki jest ostoją dla wielu gatunków roślin i zwierząt, głównie ptactwa wodnego. Teren jest zróżnicowany pod względem siedliskowym, stwarza dogodne warunki bytowania i rozrodu wielu gatunków roślin i zwierząt.
Brzegi stawów porastają szuwary, tworząc miejscami rozległe i trudno dostępne łany. Na brzegach rośnie m.in. rzadki kruszczyk błotny i centuria pospolita. Z roślin wodnych odnotowano: rdestnicę pływającą, rdestnicę kędzierzawą, rdestnicę trawiastą, wywłócznik kłosowy, rzęsę drobną.
Na terenie zespołu przyrodniczo-krajobrazowego bogata jest fauna bezkręgowców. W wodach występują m.in.: zatoczek rogowy, zatoczek pospolity, błotniarka stawowa, płoszczyca szara. W pobliżu zbiorników liczne są gatunki ważek. W zaroślach wierzbowo-topolowych spotyka się gąsienice nastrosza półpawika, liczne gatunki motyli, szerszenie, chrabąszcze majowe, jest to miejsce występowania jednego z największych chrząszczy Europy – rohatyńca nosorożca.
W wodach stawów żyje kilkanaście gatunków ryb, m.in.: płoć, wzdręga, okoń, szczupak pospolity, leszcz, karaś zwyczajny, karaś srebrzysty i słonecznica. Gatunki wprowadzone przez koła wędkarskie to: karp, tołpyga pstra.
Obszar ten stanowi dogodne miejsce rozrodu wielu gatunków ptaków wodnych, wodno-błotnych i szuwarowych. Gatunki lęgowe ptaków wodno-błotnych to: perkoz dwuczuby, łabędź niemy, kaczka krzyżówka, głowienka, czernica, wodnik, kokoszka wodna, łyska, trzciniak, trzcinniczek, potrzos i mewa śmieszka. Kolonia lęgowa mewy śmieszki na tym terenie jest najliczniejszą w aglomeracji katowickiej, w 1993 roku liczyła 350 gniazd. Gatunki zimujące ptaków wodno-błotnych to: łabędź niemy, kaczka krzyżówka, łyska, mewa śmieszka i mewa pospolita.
W małych stawkach i zarośniętych zatokach rozmnażają się płazy.
Na terenach okalających zbiorniki, bądź przy ich brzegach bytują: jeż europejski, łasica, ryjówka aksamitna i inne drobne gryzonie. Zakłada tam swoje gniazda, sprowadzony z Ameryki Północnej piżmak amerykański.

## Infrastruktura i rewitalizacja
W pobliżu stawów nie znajduje się żadna infrastruktura wypoczynkowa z wyjątkiem zagospodarowanej plaży od Mysłowickiej części stawu Hubertus oraz północnej strony stawu Morawa.
W 2015 roku miasto Katowice ogłosiło program rewitalizacji terenów stawów i zagospodarowania na cele rekreacyjne i sportowe. Pierwszym etapem były konsultacje społeczne, które odbywały się do stycznia 2016 roku. W wyniku konsultacji powstał plan zagospodarowania który obejmuje powstanie na tym terenie między innymi:
- dróg i tras rowerowych, w tym połączenie drogą rowerową pod torami i ul.Sosnowiecką stawów Morawa i Hubertus oraz tras łączących kompleks z Parkiem Tysiąclecia w Sosnowcu i trasą rowerową w kompleksie Stawiki w Sosnowcu[9],
- stworzenie  żeglownych przepustów wodnych pomiędzy stawami Borki, Morawa i Hubertus[9],
- utworzenie promenad wzdłuż brzegu stawu Morawa[9],
- utworzenie miejsc pod gastronomię[7],
- ścieżek spacerowych[7],
- stworzenie kąpielisk[7],
- wyłączenie terenów zbiorników ze strefy ruchu i utworzenie parkingów[9],
- uregulowane miejsca palenia ognisk[7].

Kolejny etap rewitalizacji obejmuje inwentaryzację przyrody. W styczniu 2017 został ogłoszony przetarg i wyłoniony wykonawca inwentaryzacji, która została wykonana w pierwszym kwartale 2018 roku. 
W 2017 zarezerwowano środki w budżecie miasta Katowice na opracowanie dokumentacji przyrodniczej i architektoniczno-urbanistycznej, a w 2018 na stworzenie dokumentacji projektowej.